# Nanopareia
Nanoparia är ett utdött släkte av reptiler tillhörande familjen pareiasaurier, som levde under permperioden. 

## Taxonomi
Nanoparia döpptes av Broom (1936). Det är inte i behåll.
Den klassificerades som pareiasaurie av Carroll (1988). 